# Back to the Known
Back to the Known è il secondo EP del gruppo musicale statunitense Bad Religion, pubblicato nel 1985 dalla Epitaph Records.
Lo stile del disco si avvicina al punk più diretto del primo album. Il brano Bad Religion è una nuova registrazione dello stesso brano presente nell'omonimo EP del 1981.

## Tracce
1. Yesterday – 2:39
2. Frogger – 1:19
3. Bad Religion – 2:10
4. Along the Way – 1:36
5. New Leaf – 2:53

## Formazione
- Greg Graffin – voce
- Greg Hetson – chitarra
- Paul Dedona – basso
- Davy Goldman – batteria